# ملكة جمال الولايات المتحدة الأمريكية 1969
ملكة جمال الولايات المتحدة الأمريكية 1969 (بالإنجليزية: Miss USA 1969)‏ هي النسخة الثامنة عشرة من مسابقة ملكة جمال الولايات المتحدة الأمريكية منذ انطلاقتها عام 1952، تم بث المسابقة في 24 مايو 1969 على الهواء مباشرة بواسطة شبكة سي بي إس من ميامي بيتش ، فلوريدا، في نهاية الحدث فازت بالمسابقة ويندي داسكومب من ولاية فرجينيا ، وتوجت من قبل ملكة جمال الولايات المتحدة الأمريكية المنتهية ولايتها دوروثي أنستيت من واشنطن. تعتبر ويندي داسكومب أول امرأة من ولاية فرجينيا تفوز بلقب ملكة جمال الولايات المتحدة الأمريكية ، وذهبت إلى الدور نصف النهائي في مسابقة ملكة جمال الكون عام 1969.

## النتائج

### المراكز النهائية
| النتائج النهائية                          | المتنافسة |
| ----------------------------------------- | --- |
| ملكة جمال الولايات المتحدة الأمريكية 1969 | - فرجينيا - ويندي داسكومب |
| الوصيفة الأولى                            | - فيرمونت - ماري فيردياني |
| الوصيفة الثانية                           | - كارولاينا الجنوبية - إيفا إنجل |
| الوصيفة الثالثة                           | - أريزونا - روث هايز |
| الوصيفة الرابعة                           | - كاليفورنيا - ترواس هايز |
| أفضل 15                                   | - ألاباما - هيتسى بارنيل - كولورادو - سوزان هوكينز - كونيتيكت - إليزابيث وندرمان - فلوريدا - ماريا جونكويرا - هاواي - ستيفاني كوينتانا - نيفادا - كارين إسلنجر - نيو مكسيكو - ماري جارد - نيويورك - روزماري هرادك - تكساس - ساندي دروز - واشنطن - ديبورا جيبرسون |

## المتسابقات
قائمة الولايات والمندوبات المشاركات في مسابقة ملكة جمال الولايات المتحدة الأمريكية 1969:
| - ألاباما - هيتسي بارنيل - ألاسكا - ليندا رولي - أريزونا - روث هايز - أركنساس - ليونيت ريد - كاليفورنيا - ترواس هايز - كولورادو - سوزان هوكينز - كونيتيكت - إليزابيث وندرمان - ديلاوير - مارشا ستوبل - مقاطعة كولومبيا - شيلي جوسمان - فلوريدا - ماريا جونكويرا - جورجيا - جودي ليونز - هاواي - ستيفاني كوينتانا - أيداهو - كارين تال - إلينوي - كريستين جالواي - إنديانا - ليندا سميث - آيوا - بيكي ستونر - كانساس - ماري ماكغوجين - كنتاكي - ريجينا بريور - لويزيانا - باتريشيا دوبري - مين - إيلين بولدوك - ماريلند - أرديس فاولر - ماساتشوستس - مارثا كولي - ميشيغان - ليزا برينر - مينيسوتا - لورين دارلنغ - مسيسيبي - روز ماري راي - ميزوري - شيري هوفمان | - مونتانا - كريستينا جوفين - نبراسكا - ماريلي بول - نيفادا - كارين إيسلينجر - نيوهامبشير - دوروثي كونيرس - نيوجيرسي - نانسي فروميل - نيومكسيكو - ماري جارد - نيويورك - روزماري هرادك - كارولاينا الشمالية - فاي باس - داكوتا الشمالية - بيكي بنز - أوهايو - مارلين سينجلتون - أوكلاهوما - ديبوراه فيدرسون - أوريغون - كارين مورتون - بنسيلفانيا - مارلين فون - رود آيلاند - دونا لويس - كارولاينا الجنوبية - إيفا إنجل - داكوتا الجنوبية - ماري بيرجرين - تينيسي - سوزي ريتشاردسون - تكساس - ساندي دروز - يوتا - آن مولر - فيرمونت - ماري فيرديانا - فيرجينيا - ويندي داسكومب - واشنطن - ديبورا جيبرسون - فيرجينيا الغربية - بيتي غريمر - ويسكونسن - كريستين ساشين - وايومنغ - بام لويس |

## روابط خارجية
- موقع ملكة جمال الولايات المتحدة الأمريكية الرسمي